# اندیس کوه مشاهیم
کوه مشاهیم یک اندیس فلزی است که در حوالی شهر شهر بابک استان کرمان قرار دارد و مادهٔ معدنی موجود در آن، طلا است.سنگ میزبان این اندیس پیروکلاستیک، آندزیت، توده‌های دیوریتی و دایک. است  در این اندیس، پاراژنز‌های باریت، کربناتیت، آرژیلیت‌زایی، کائولینیت‌زایی، لیمونیت‌زایی و سیلیسی شدن همراه با طلا دیده می‌شوند. یافت می‌شوند.